# Zea (band)
Zea is een Nederlandse band, tegenwoordig een soloproject van Arnold de Boer. In 1995 bestond de band uit vier personen, in 1996 aangevuld met een vijfde. Van 2002 tot 2008 bestond Zea als duo en sinds 2008 is Zea een soloproject.
Eind jaren negentig bracht de band drie tapes uit (Lots, Zooom en Leopoldo). In 2000 verscheen het debuutalbum Kowtow To An Idiot op het Amsterdamse Transformed Dreams-label, in 2003 volgde Today I Forgot To Complain en in 2006 Insert Parallel Universe, beide ook op Transformed Dreams. In 2010 verscheen het album The Beginner op De Boers eigen Makkum Records. In 2014 volgt het album The Swimming City. In 2017 brengt De Boer zijn eerste Friestalige album uit, in samenwerking met het onafhankelijke platenlabel Subroutine Records. Samen met improvisator Oscar Jan Hoogland (piano en elektrisch klavichord) neemt hij het album Summing op, live in Studio Katzwijm. Het album verschijnt in 2020 op De Boers eigen Makkum Records, Hooglands Platenbakkerij en het Oostenrijkse Klanggalerie label. Het tweede Friestalige album, getiteld Witst noch dat d'r neat wie, verschijnt eind 2022 in samenwerking met het Friese Explore The North festival, productiehuis Popfabryk en Subroutine Records. Een jaar later brengt Zea op Makkum Records zijn meest recente album uit: We are still each other's only hope.
Sinds 2009 maakt Arnold de Boer als zanger en gitarist deel uit van de Nederlandse band The Ex.
In 2021 maakten filmmakers Chris Frieswijk en Chris Dunnink een documentaire over de zanger en gitarist, genaamd Lage tonen, brede groeven. Deze verscheen op FryslânDOK en werd genomineerd voor de beste korte documentaire op het Noordelijk Film Festival.